# Narycia niphospila
Narycia niphospila är en fjärilsart som beskrevs av Turner 1923. Narycia niphospila ingår i släktet Narycia och familjen säckspinnare. Inga underarter finns listade i Catalogue of Life.